# Sandrine Soubeyrand

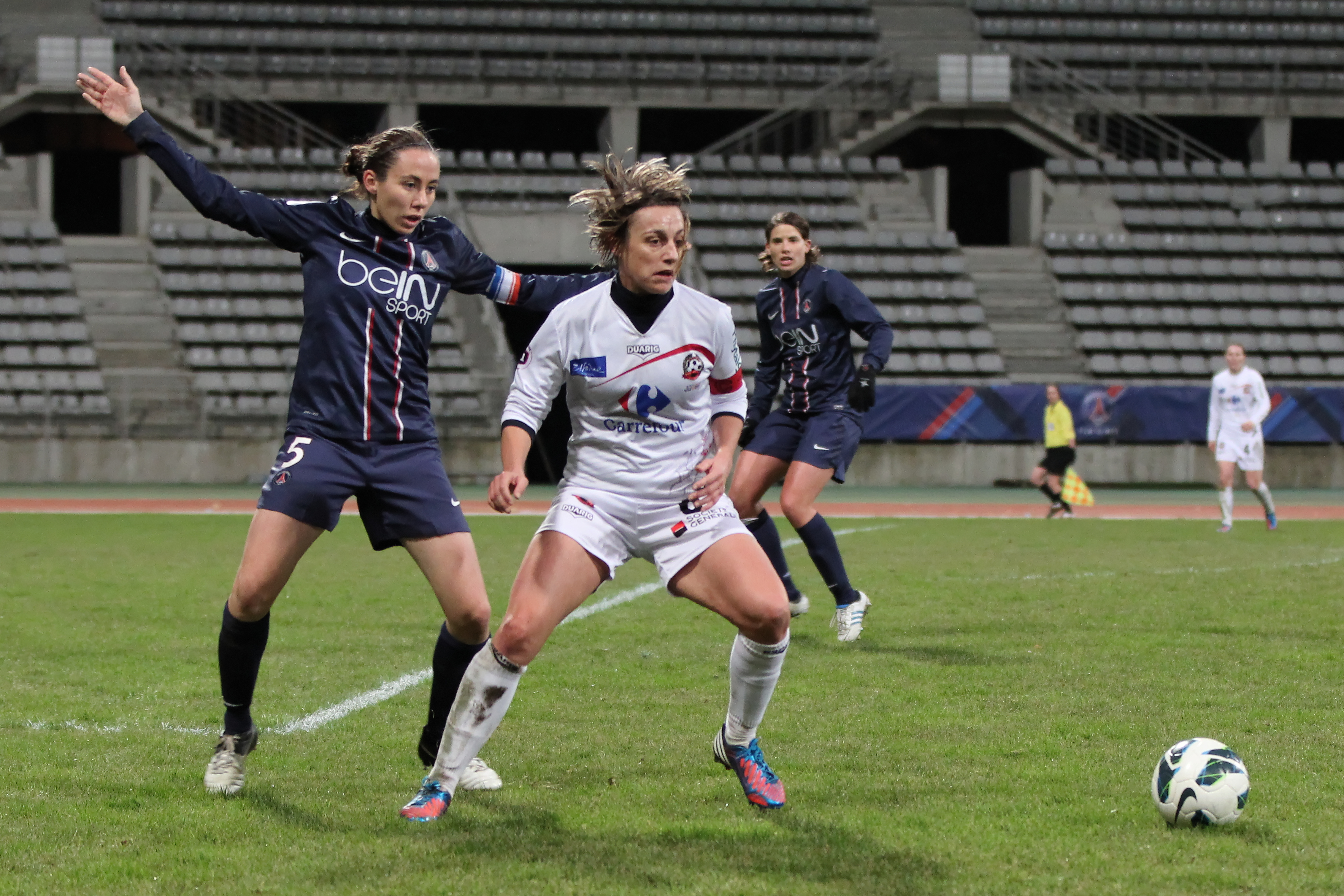
Sandrine Soubeyrand (vorne) in einem Ligaspiel im Dezember 2012

Sandrine Soubeyrand (* 16. August 1973 in Saint-Agrève) ist eine ehemalige französische Fußballspielerin. Die Mittelfeldspielerin stand zuletzt beim Juvisy FCF unter Vertrag und war lange Jahre die Rekordnationalspielerin der französischen Nationalmannschaft. Seit Beendigung ihrer Spielerkarriere arbeitet sie als Trainerin.

## Vereinskarriere
Soubeyrand war sieben Jahre alt, als sie bei einem Amateurverein aus Boulieu-lès-Annonay mit dem Fußballsport begann. Ab 1987 spielte sie für den FC Félines Saint-Cyr und ab 1994 für Sporting Caluire Saint-Clair; bei Caluire wurde sie auch zur Nationalspielerin. Nationale Titel gewann sie allerdings erst mit dem Juvisy FCF, dessen Dress sie ab dem Sommer 2000 vierzehn Jahre lang trug: 2003 und 2006 die französische Meisterschaft und 2005 den Landespokal. Im Frühjahr 2013 erreichte sie mit Juvisys Frauen das Halbfinale der UEFA Women’s Champions League; in diesem Wettbewerb hatte sie selbst einen Treffer für Juvisy erzielt. Sie stand auch in der Saison 2013/14 als 40-Jährige noch regelmäßig in Juvisys Stammformation, für die sie seit 2003 – für 2000 bis 2003 liegen bisher keine vollständigen Einsatzzahlen vor – insgesamt unter anderem 231 Punkt- sowie 21 Europapokalspiele mit 34 bzw. 5 eigenen Torerfolgen bestritten hat.
Im Sommer 2014 hat sie ihre lange Karriere als Spielerin beendet. Dabei gelangen ihr in ihrem letzten Spiel in der ersten Division noch einmal drei Torvorlagen, und das innerhalb von nur sechs Minuten.

## Nationalspielerin

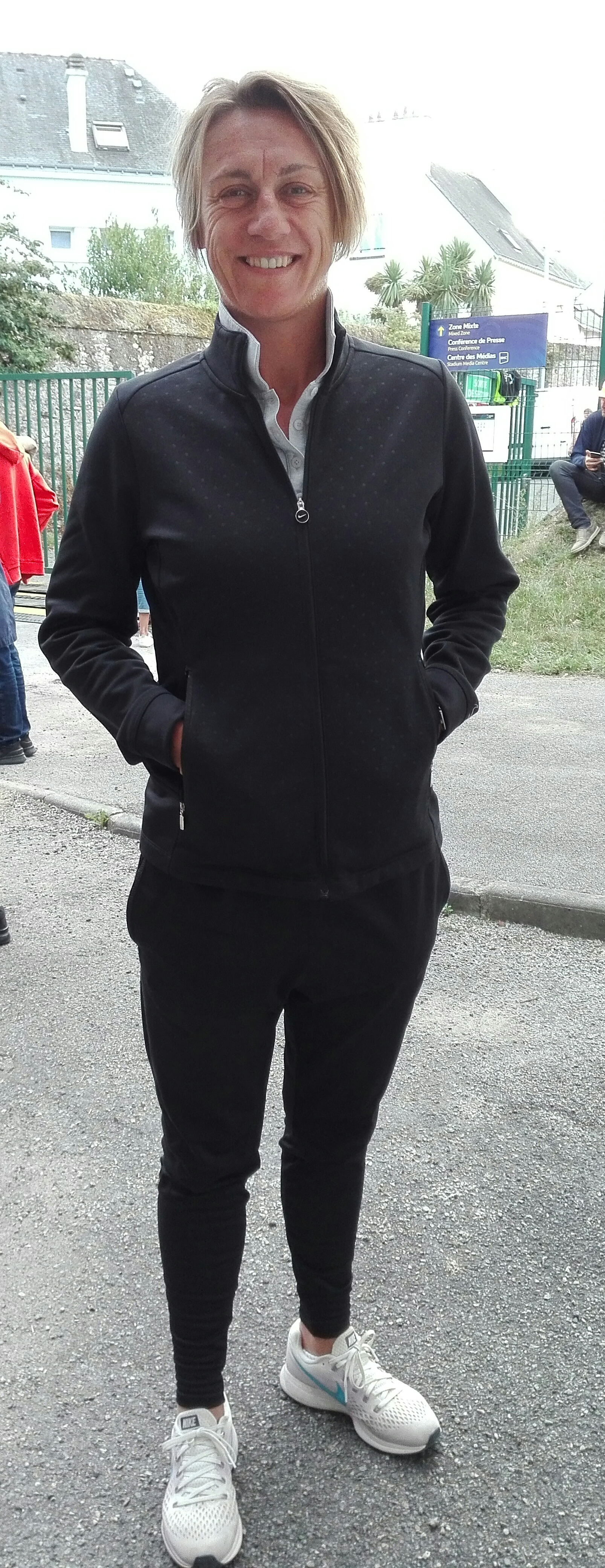
Sandrine Soubeyrand (2018)

In der Nationalmannschaft debütierte sie am 12. April 1997 gegen Belgien. Soubeyrand nahm an den Europameisterschaften 1997, 2001, 2005 und 2009 sowie an der Weltmeisterschaft 2003 (drei Einsätze) teil. Sie spielte 198 Mal für die Nationalmannschaft und erzielte 17 Tore, war zudem Mannschaftskapitänin der Bleues (Stand: 22. Juli 2013). Sie stand auch im französischen Aufgebot für die Weltmeisterschaft 2011, bestritt in Deutschland sämtliche sechs Spiele der Bleues und beendete das Turnier mit ihnen auf dem vierten Rang. Sie gehörte weiters zum französischen Olympiaaufgebot 2012, obwohl Nationaltrainer Bruno Bini sie in den ersten Monaten des Jahres nur noch gelegentlich eingesetzt hatte, und übernahm dort nach überstandener Verletzung prompt wieder die Rolle als Spielführerin. Ebenso berief Trainer Bini sie in das EM-Aufgebot 2013; in Schweden stand sie, wenige Wochen vor ihrem 40. Geburtstag, in sämtlichen vier Begegnungen in Frankreichs Startformation.
Nachdem die Französinnen bei dieser Europameisterschaft zum vierten Mal in Folge bei einem großen Turnier einen Platz auf dem Podium verpasst hatten – Frankreich galt neben den Gastgeberinnen als Haupt-Favorit –, erklärte Sandrine Soubeyrand noch am Abend des vorzeitigen Ausscheidens, dass die Viertelfinalbegegnung gegen Dänemark ihr letztes Länderspiel gewesen sei.
Ihre nationale Rekordmarke von 198 A-Länderspielen hatte bis Februar 2025 Bestand; dann wurde sie von Eugénie Le Sommer übertroffen.

## Palmarès
Titel
- Französische Meisterin 2003 und 2006
- Französische Pokalsiegerin 2005

Persönliche Auszeichnungen
- Im Februar 2013 wurde „Soub“ – dies ihr verbreiteter Spitzname – mit den Insignien eines Ritters des nationalen Verdienstordens ausgezeichnet.[6]

## Leben nach der Zeit als Spielerin
Im Spätsommer 2014 trat Sandrine Soubeyrand ihr neues Amt als Cheftrainerin der französischen U17-Mädchen-Nationalmannschaft an. Diese führte sie bei der Jahrgangseuropameisterschaft 2015 auf Island ins Halbfinale. Im Oktober 2018 wechselte sie vom französischen Verband zurück auf die Cheftrainerposition bei den Erstligafrauen des Juvisy-Nachfolgervereins Paris FC, bei dem sie einen Vertrag zunächst bis zum Ende der Saison 2020/21 abschloss. Bei dem Hauptstadtklub arbeitet sie auch 2025 noch.
Im Frühjahr 2022 führte sie den PFC auf den dritten Rang in der Division 1 und somit auch in die Champions League; Soubeyrand wurde daraufhin als saisonbeste Trainerin der Liga ausgezeichnet.